# Euphausia superba
Euphausia superba là một loài giáp xác sinh sống ở các vùng nước Nam Cực. Loài này được con người đánh bắt làm dầu krill. Nó là một loài động vật giáp xác bơi nhỏ, sống thành đàn lớn, đôi khi đạt mật độ 10.000–30.000 cá thể trong một mét khối. Nó ăn trực tiếp các phytoplankton, do đó sử dụng năng lượng sản xuất sơ cấp mà phytoplankton ban đầu lấy từ mặt trời để duy trì vòng đời ở biển mở của chúng. Loài này dài 6 xentimét (2,4 in), nặng đến 2 gam (0,071 oz), và có thể sống đến 6 năm. Loài này là một loài chính của hệ sinh thái Nam Cực và tính theo sinh khối, có lẽ là loài động vật có nhiều nhất trên hành tinh (khoảng 500 triệu tấn).

## Hình ảnh

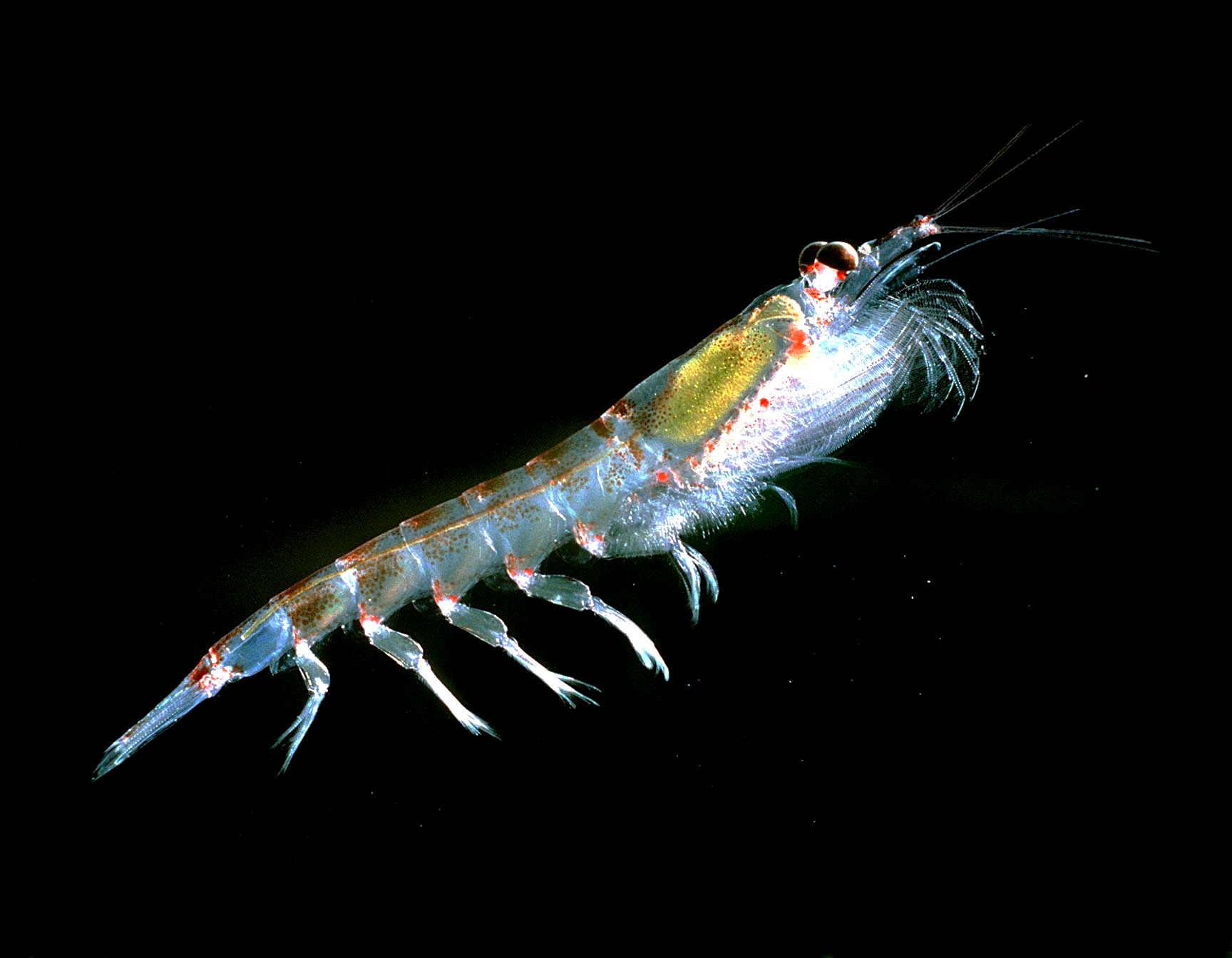
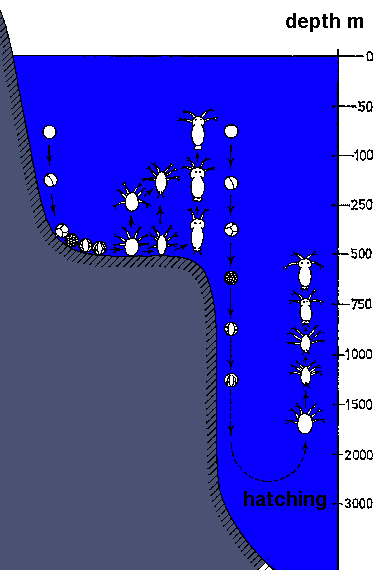
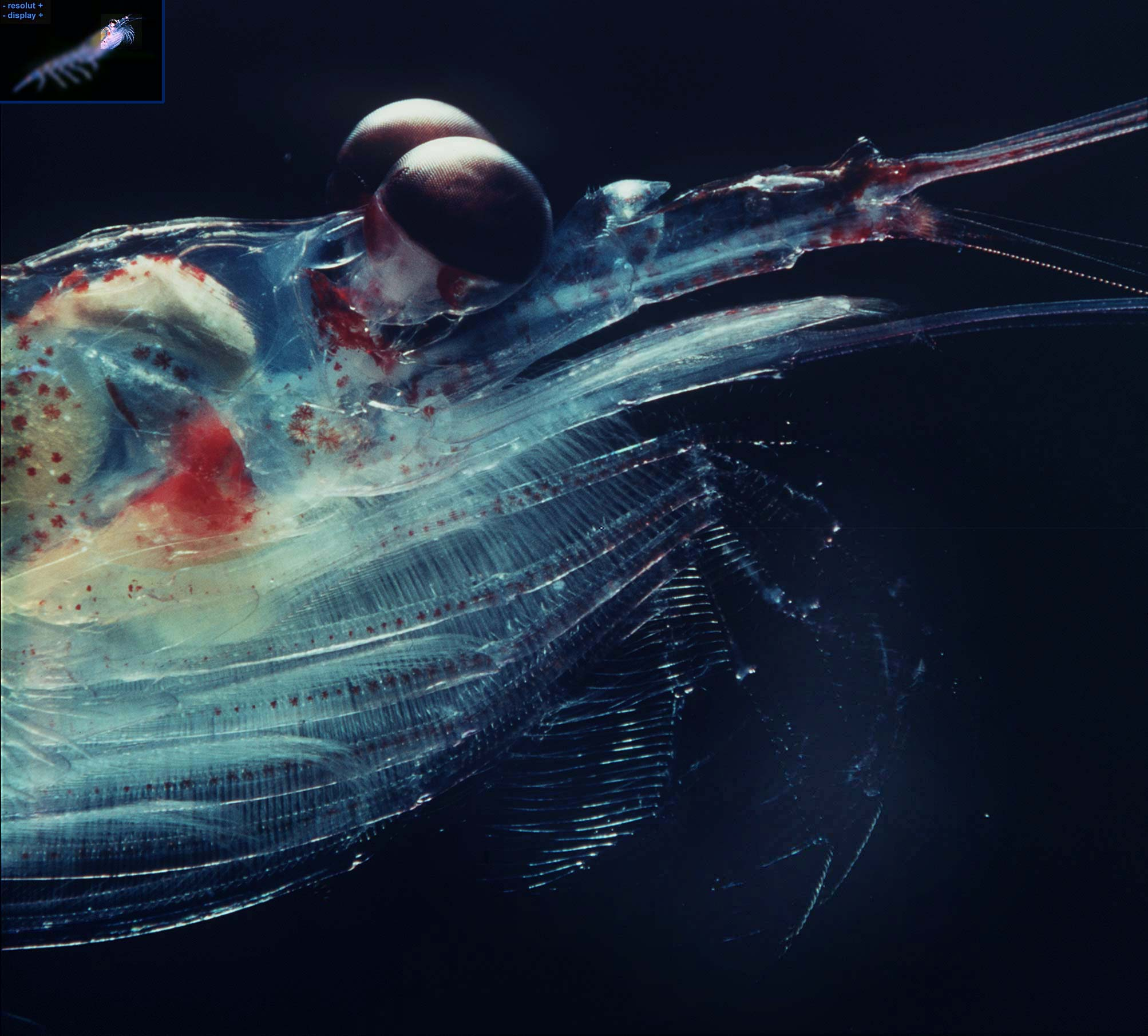
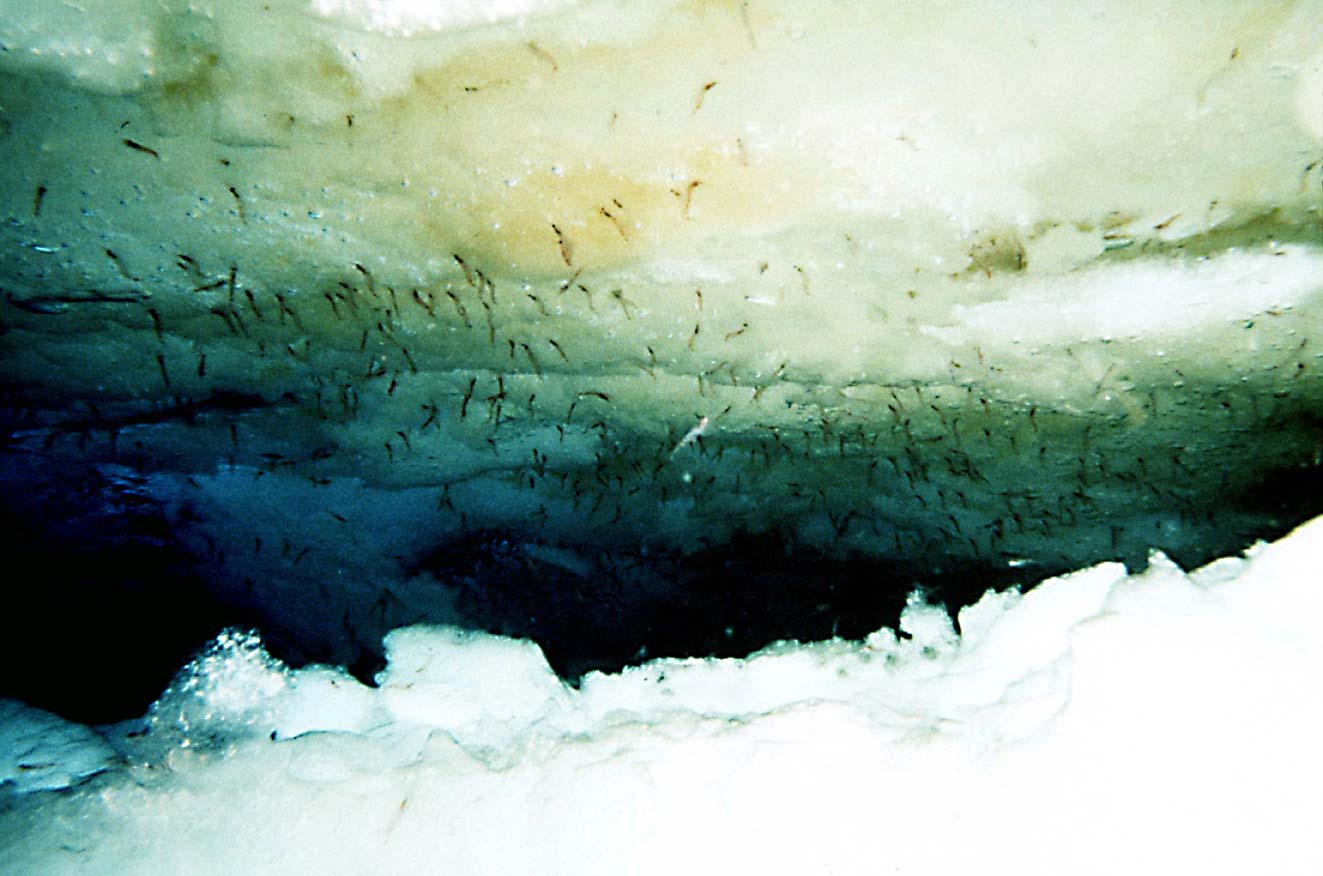